# Dumitru Surdu
Dumitru Surdu (n. 21 februarie 1947 – d. 24 iunie 2009) a fost un deputat român în legislatura 1990-1992, ales în județul Neamț pe listele partidului FSN. Dumitru Surdu a demisionat pe data de 13 septembrie 1990 și a fost înlocuit de deputatul Ioan Bivolaru.